# Vincents Tekenlokaal

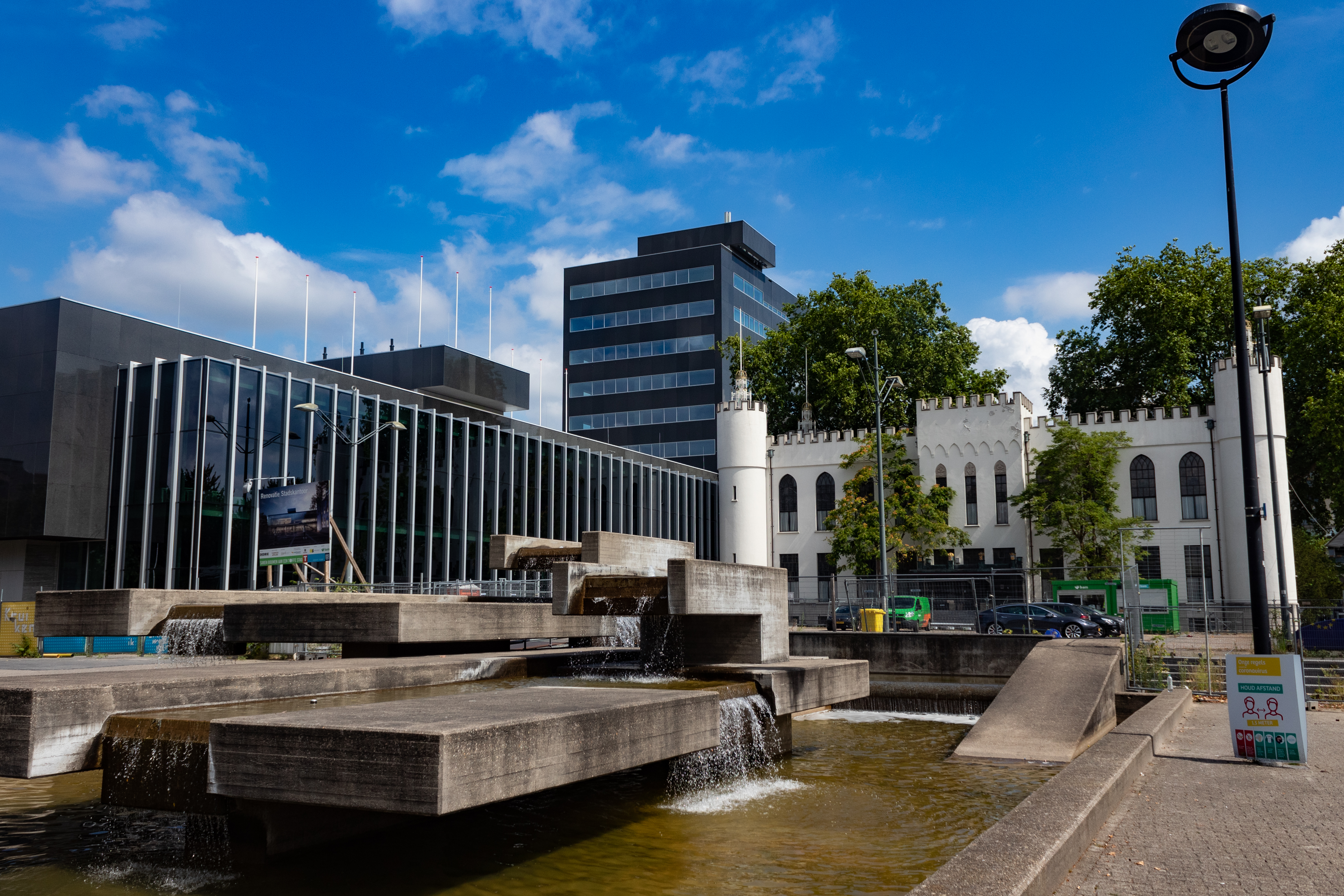

Vincents Tekenlokaal is een onderdeel van Stadsmuseum Tilburg. In 2009 werd in het Paleis-Raadhuis een tekenlokaal ingericht ter herinnering aan de kunstschilder Vincent van Gogh die hier van 1866 tot 1868 zijn eerste tekenlessen kreeg. 

## Paleis Raad-Huis
Vincents Tekenlokaal werd geopend op 12 juni 2009 door toenmalig Tilburgs burgemeester Ruud Vreeman. Het lokaal was gevestigd in het Paleis-Raadhuis te Tilburg, alwaar Vincent van Gogh daadwerkelijk naar school is gegaan en tekenlessen heeft gevolgd; het latere Koning Willem II College. Een reconstructie van Vincents tekenlokaal was gemaakt in de voormalige Burgemeesterskamer van het gebouw en in het souterrain bevinden zich tekencomputers. 

## Ontdekstation013
Sinds januari 2018 is Vincents Tekenlokaal gevestigd in Ontdekstation013 in de Spoorzone in Tilburg.